# 오다테역
오다테역(일본어: 大館駅)은 일본 아키타현 오다테시에 위치한 동일본 여객철도 · 일본화물철도의 철도역이다. 오우 본선의 소속역이며, 이 역을 기·종점으로 하는 하나와 선 등 2개의 노선이 운행되고 있다. 단선 · 섬식의 형태를 합친 2면 3선 구조의 복합 승강장을 갖춘 지상역이다.

## 타는 곳
| 1 | ■ 오우 본선 | (상행) | 다카노스 · 히가시노시로 · 아키타 방면              |
| 2 | ■ 오우 본선 | (하행) | 히로사키 · 아오모리 방면                           |
| 3 | ■ 하나와 선 |        | 도와다미나미 · 가즈노하나와 · 모리오카 방면        |
| 3 | ■ 오우 본선 | (상행) | 다카노스 · 히가시노시로 · 아키타 방면 (이 역 시발) |
| 3 | ■ 오우 본선 | (하행) | 히로사키 · 아오모리 방면 (이 역 시발)              |

## 오다테 화물역
일본화물철도의 시설은 여객역 남쪽 출구의 서쪽에 있다. 2면 2선의 컨테이너 플랫폼이 설치되어, 복수의 유치선도 이설되어 있다. 하역선은, 역의 착발선부터 시모카와조이 역 방면에 펴지는 인상선으로부터 역 방향으로 돌아오도록 분기되어 있다. 길이는 100m 정도로 짧다.
이 역은 컨테이너 화물의 취급역으로 되어 있다. 취급하는 컨테이너는 12ft의 JR 규격만. 산업폐기물 · 특별관리 산업폐기물의 취급허가를 얻고 있어, 여기로 들어오는 컨테이너의 취급도 가능하다. 더욱이, 1996년 3월 16일의 다이어 개정까지, 차급화물을 취급하고 있다.
정차하는 화물열차는 고속화물열차만이다. 아래는 아키타 화물역부터 히가시아오모리역 경유에서 센다이 화물 터미널 역으로 향하는 열차로, 이 역으로 정차해 컨테이너 차의 연결 및 해방을 행한다. 상행은, 아오모리 신호장 발 · 이 역 종착의 열차로, 이 역 시발 · 아키타 화물역행의 열차가 1대 밖에 운행되고 있다.

## 이용 현황
| 승차 인원 추이 | 승차 인원 추이 |
| 연도           | 1일 평균       |
| -------------- | -------------- |
| 2000           | 1,066          |
| 2001           | 1,001          |
| 2002           | 957            |
| 2003           | 924            |
| 2004           | 917            |
| 2005           | 1,062          |
| 2006           | 1,099          |
| 2007           | 1,150          |
| 2008           | 1,158          |
| 2009           | 1,119          |
| 2010           | 1,110          |
| 2011           | 1,102          |
| 2012           | 1,084          |
| 2013           | 1,131          |

## 역 주변
- 이쿠토 오다테 쇼핑센터
- 국도 제7호선

## 인접 역
| 동일본 여객철도 오우 본선 | 동일본 여객철도 오우 본선 | 동일본 여객철도 오우 본선 |
| ------------------------- | ------------------------- | ------------------------- |
| 다카노스 유자와 방면      | □ 쾌속                    | 시·종착역                 |
| 시모카와조이 요코테 방면  | ■ 보통                    | 시라사와 아오모리 방면    |
| 동일본 여객철도 하나와 선 |                           |                           |
| 히가시오다테 고마 방면    | ■ 하나와 선               | 시·종착역                 |